# Gunnel Nääs-Larsson
Gunnel Lilian Maria Nääs-Larsson, född Nääs 19 augusti 1927 i Gunnarn, Stensele socken, Västerbottens län, död 21 mars 2012 i Brösarp, var en svensk konstnär.
Gunnel Nääs-Larsson var dotter till schaktmästaren Nils Georg Nääs och Svea Nyquist, född Holmner, samt dotterdotter till Emanuel Holmner. Hon var från 1952 gift med Nils-Erik Larsson samt mor till Thomas Larsson och Torbjörn Larsson. Hon studerade vid Otte Skölds målarskola i Stockholm 1946–1948 och vid Konsthögskolan 1952–1958. Hon medverkade i utställningar på De ungas salong och Liljevalchs konsthall i Stockholm samt i utställningar arrangerade av Sveriges allmänna konstförening. Hennes konst består av stilleben, modellstudier och landskap från skånska ostkusten och Norrland utförda i olja eller akvarell. Hon tillhörde konstnärskretsen kring Maglehem.